# Собор Пресвятой Девы Марии (Сандакан)

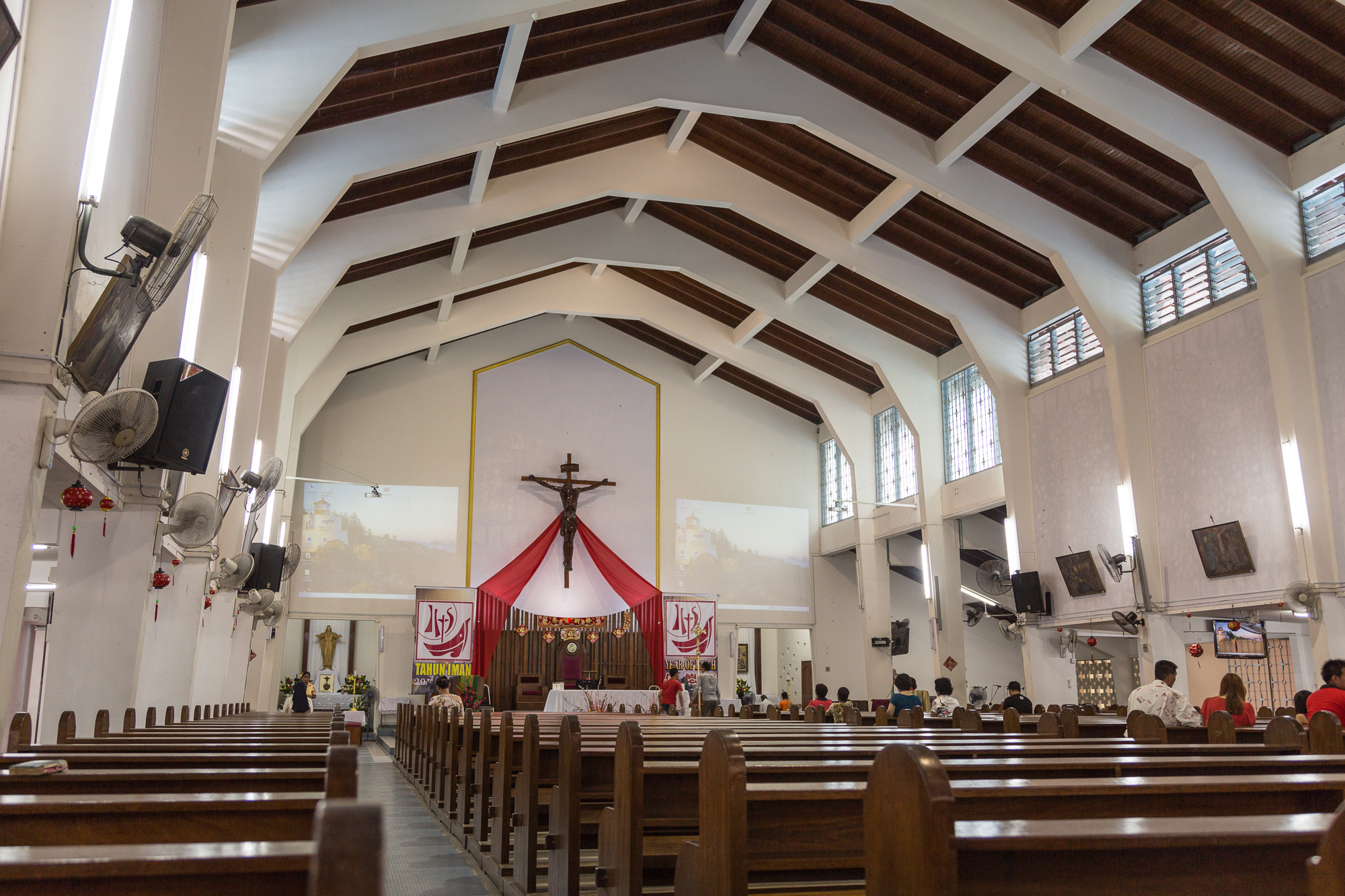
Интерьер современного храма

Собор Пресвятой Девы Марии — католический храм, находящийся в городе Сандакан, Малайзия. Кафедральный собор епархии Сандакана.

## История
В 1881 году в Сандакане обосновались священники из монашеской конгрегации «Миссионерское общество святого Иосифа из Милл-Хилла». В мае 1882 году они купили земельный участок площадью 2 гектара для строительства католической школы во имя Пресвятой Девы Марии, которая была построена в 1883 году. В первые годы XX столетия началось строительство небольшого храма, который расположился на территории католической школы ниже монастыря на клоне холма. Этот храм был полностью разрушен во время Первой мировой войны.
История современного храма непосредственно связана со священником Энтони Мулдерсом, который был директором школы с 1952 года. После реконструкции начальных классов он приступил в 1952 году к сооружению нового храма. Освящение храма Пресвятой Девы Марии состоялось в 1961 году.
15 октября 1967 года после учреждения Святым Престолом новой епархии Сандакана храм Пресвятой Девы Марии был возведён в ранг кафедрального собора.